# Статут Ласького

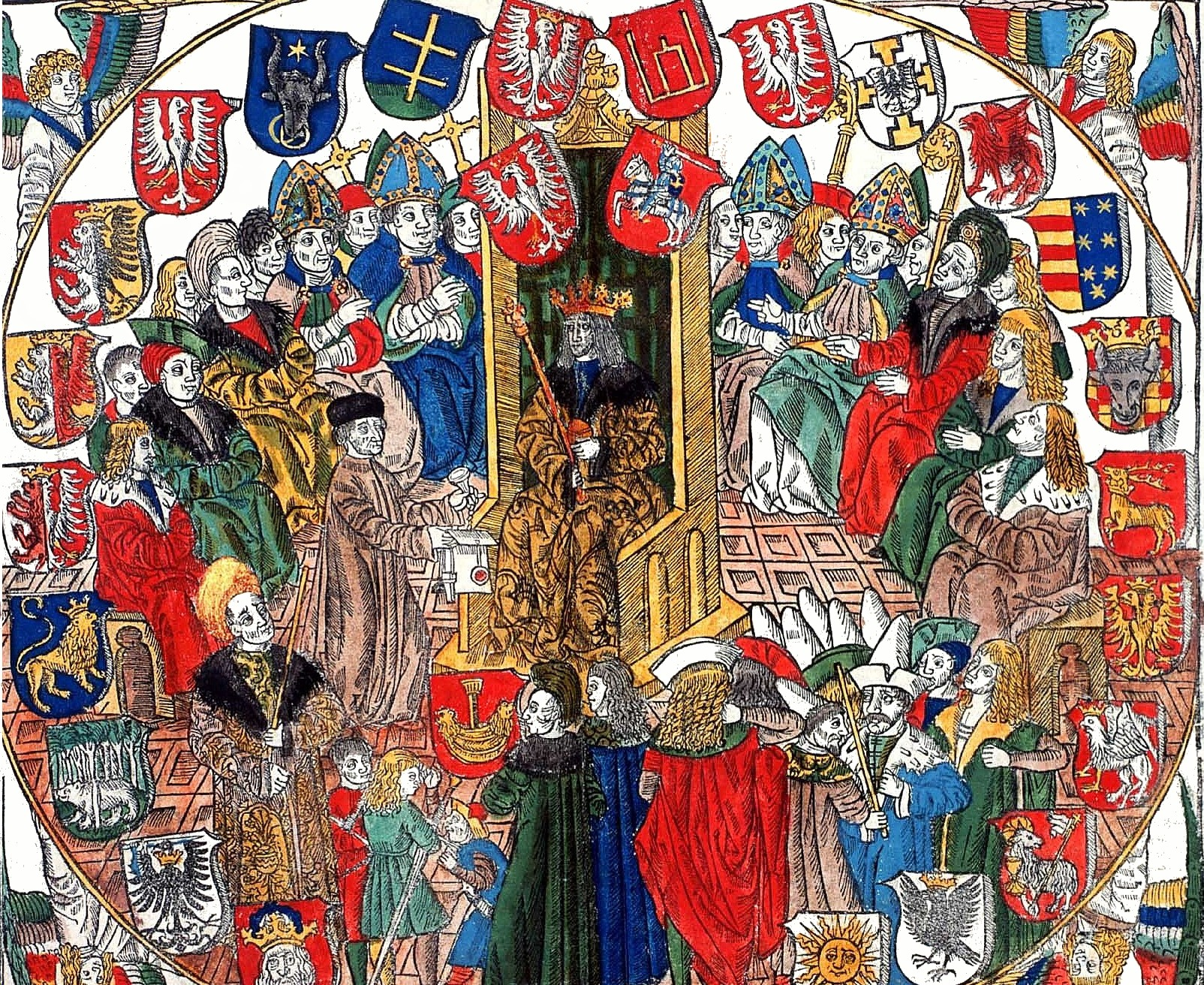
Польський Сенат. Зображення зі статуту.

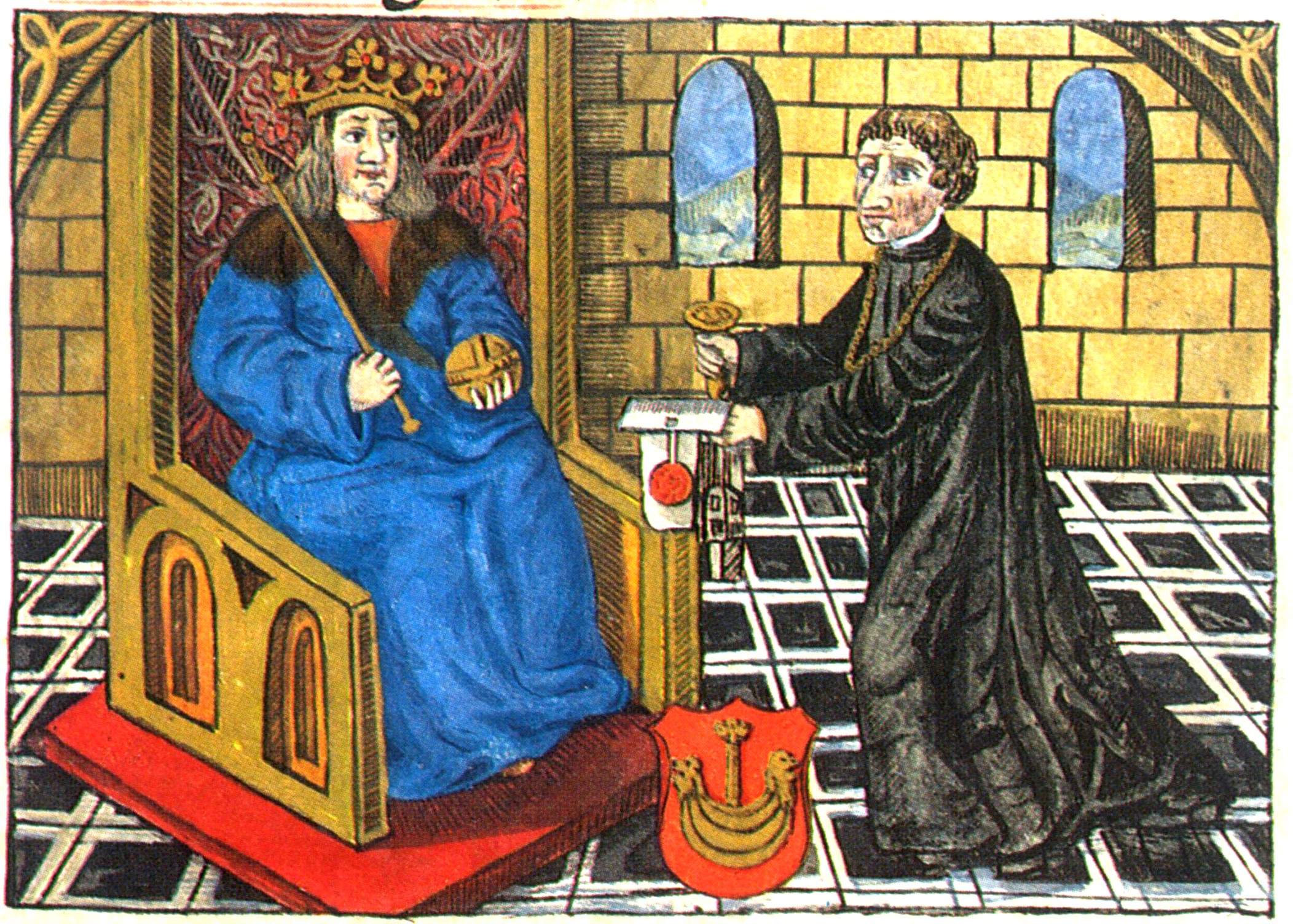
Ян Ласький та король Олександр Ягеллончик

Статут Ласького (лат. Commune Incliti Poloniae regni privilegium constitutionum et indultuum publicitus decretorum approbatorumque cum nonnullis iuribus tam divinis quam humanis per serenissimum principem et dominum dominum Alexandrum, Dei gratia Regem Poloniae, magnum ducem Lithwanie, Russie, Prussieque dominum et haeredem etc. Non tamen in illud priuilegium sed motu proprio regio serenitatis sue p[er] adhortationem p[ro] instructione Regnicolarum, proque regni eiusdem, ac iusticie statu feliciter dirigendis eidem priuilegio annexis et ascriptis, пол. Statut Łaskiego або пол. Przesławnego Królestwa Polskiego przywileje, konstytucje i zezwolenia urzędowe oraz uznane dekrety) — акт інкорпорації польського права, створений у 1506 році коронним секретарем та примасом Яном Лаським. 27 січня 1506 року польський видавець Йоганн Галлер видав Статут на пергаменті, це було перше друковане видання урядового документу в історії Польщі.
Статут — фоліант на 720 сторінок — складається з двох частин. Перша — підписана королем, є державним актом, збіркою законодавчих привілеїв, статутів та указів, договорів. Друга частина обговорює правову систему, магдебурзьке право, згадує Саксонське зерцало та Любецьке право.

## Історія
Ласький був призначений великим коронним секретарем в 1502 році. Трохи згодом король Олександр Ягеллончик надав йому посаду великого коронного канцлера, завдяки якій мав величезний вплив на справи Польщі. В 1505 році шляхта на радомському сеймі висловила побажання, щоб сеймові постанови були зібрані та опубліковані. Справу король доручив канцлеру, який за участі юриста Заборовського зібрав і в 1506 році опублікував всі сеймові постанови (так званий «Статут Ласького» вийшов під заголовком «лат. Commune inclyti Polonie Regni privilegium constitutionum et indultuum»).
На честь ювілею підписання Статуту, 2006 рік у Польщі було проголошено Сенатом Роком Яна Ласького.